# Зупинимо ісламізацію Данії

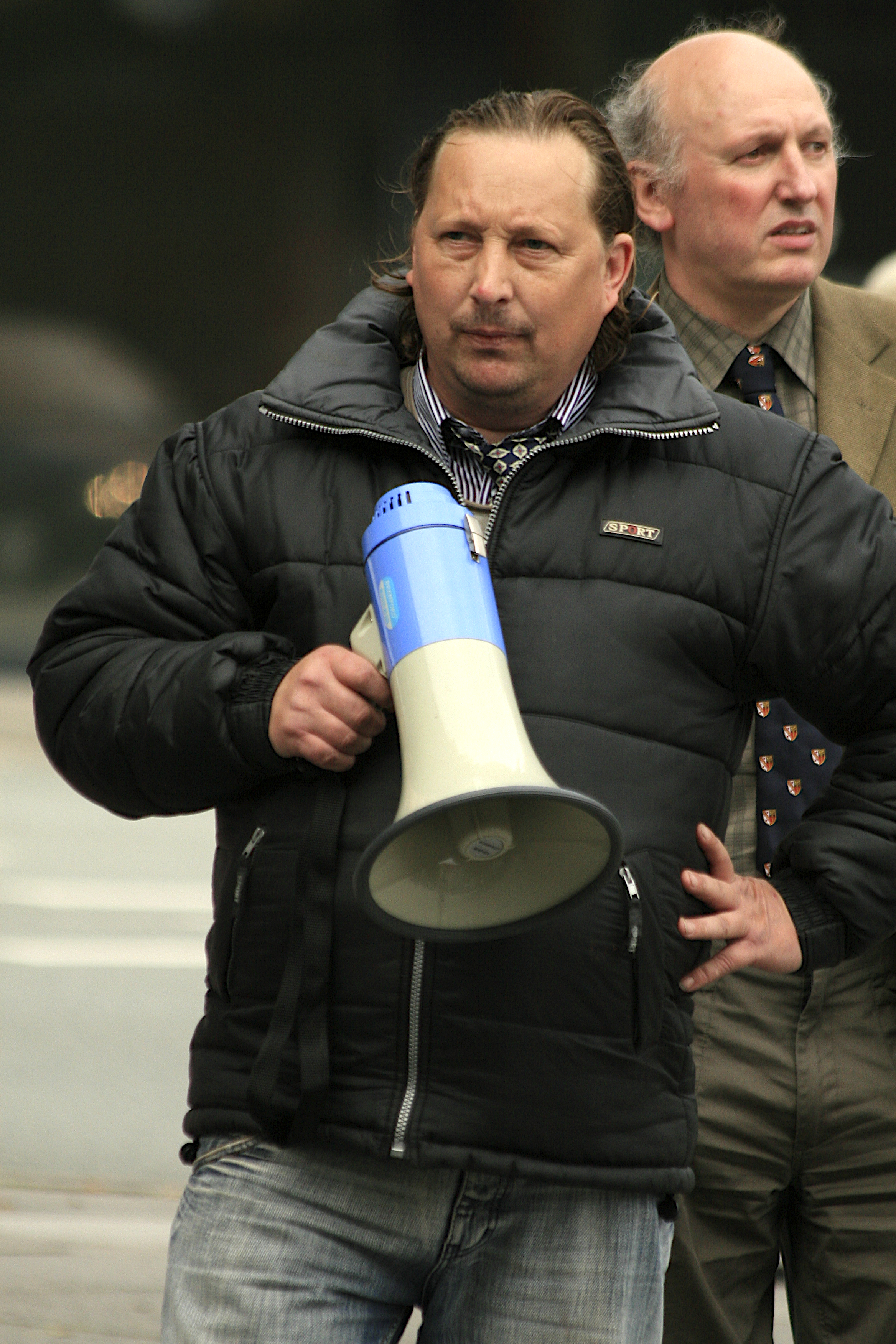
Голова «Зупинимо ісламізацію Данії» — Андерс Ґраверс Педерсен (ліворуч) і представник «Зупинимо ісламізацію Європи» у Великій Британії — Стівен Геш (праворуч)

Зупинимо ісламізацію Данії (дан. Stop Islamiseringen af Danmark; SIAD) — данська антиісламська організація, що була заснована в 2005 році. Група активно брала участь в кампаніях проти будівництва мечетей в Данії, в демонтраціях на підтримку свободи слова коли відбувся карикатурний скандал 2005-2006 років. У 2007 році SIAD протестувала біля штаб-квартири Європейського Союзу. В 2013 році група протестувала проти дискримінації євреїв.

## Історія
Зупинимо ісламізацію Данії була заснована данським антиісламським активістом Андерсом Ґраверсом Педерсеном (дан. Anders Gravers Pedersenn) у 2005 році. В тому ж році він балотувався на муніципальних виборах в Ольборзі і отримав 383 голоси, а організація «Зупинимо ісламізацію Данії» отримала в цілому 1 172 голоси. Це склало менше 1 % від усіх поданих голосів.